# Häschen in der Grube (Film)
Häschen in der Grube ist ein deutscher Spielfilm aus dem Jahr 1968. Unter der Regie von Roger Fritz spielen Helga Anders, Anthony Steel und Françoise Prévost die Hauptrollen.

## Handlung
Im Zentrum der Geschichte stehen eine Frau mittleren Alters, Francine, und ihre halbwüchsige Tochter Leslie. Beide Frauen stehen in einer höchst ambivalenten Beziehung zu dem sehr viel älteren Maurice Pouliard. Dieser ist ein äußerst angesehener und erfolgreicher Dirigent, der mit den beiden Frauen, seiner Geliebten und deren frühreifer Tochter, nach Spoleto in Umbrien angereist ist, um dort auf dem „Festival zweier Welten“ aufzutreten. Leslie, eine talentierte Ballerina, führt schon seit geraumer Zeit eine quasi inzestuöse Beziehung mit dem Liebhaber ihrer Mutter. Hin- und hergerissen zwischen sexuellem Verlangen und Abscheu, belastet Leslies Verhältnis zu dem tyrannischen und wollüstigen Maurice bald auch die (eigentlich nur noch pro forma existierende) Beziehung zwischen Maurice und Francine.
Eines Tages naht für Leslie die Rettung in Gestalt des rastlosen, in etwa gleichaltrigen Performancekünstlers Brian. Beide jungen Leute verlieben sich ineinander; Maurice reagiert eifersüchtig. Trotz ihrer aufkeimenden und verwirrenden Gefühle Brian gegenüber schläft Leslie auch weiterhin mit Maurice. Als Brian dies herausbekommt und sich deswegen angewidert von ihr abwendet, wird Leslie sich richtig über ihre wahren Gefühle klar. Auf einer Festival-Party kommt es zur Versöhnung der beiden. Dies aber ruft in Maurice massive Besitzansprüche hervor. Um weiterhin Macht über „seine“ beiden Frauen zu behalten, lässt der Dirigent fortan nichts unversucht, um Leslie und Brian auseinanderzubringen. Als er mit Francine und Leslie schließlich abreisen will, hat sich die junge Frau längst entschieden: sie wird mit Brian zusammenbleiben.

## Produktionsnotizen
Häschen in der Grube wurde vom 10. Juli bis zum 20. August 1968 in Spoleto und Palinuro gedreht, passierte am 10. Dezember 1968 die FSK-Prüfung und lief am 25. April 1969 bundesweit an.

## Kritiken
In kino.de heißt es: „Liebesdrama im Festivalmilieu von Spoleto, das die pittoreske Kulisse für die kuriose Vierecksgeschichte bildet.“

„Ein zwischen Banalität und Pseudotiefsinn schwankender Film, der die Liebesaffären eines berühmten Dirigenten mit einer reifen Frau und deren Tochter mit dem Generationsproblem und unangemessen großen Worten über Fragen der Weltanschauung verquickt.“

„Schmuddelige Vierecksgeschichte, worin ein musizierender Gammler einen Stardirigenten hart trifft, weil er ihm das Töchterchen wegschnappt, mit dem der Dirigent lieber schläft als mit der Mama. Peinlich. Abzuraten.“

Der amerikanische Kritiker Dan Pavlides schrieb über den Film, der in den USA unter dem Titel Rabbit in the Pit gezeigt wurde: „The film attempts to be critical of the cruel and snobbish high society that the man must tolerate in order to insure his economic survival.“